# Maikel Zijlaard
Maikel Zijlaard, né le 1er juin 1999 à Rotterdam, est un coureur cycliste néerlandais.

## Biographie
Maikel Zijlaard est le petit-fils de l'entraineur derrière derny Joop Zijlaard. Il est également le frère cadet de la cycliste Nicky Zijlaard, ainsi que le neveu du cycliste Michael Zijlaard qui est marié à la multiple championne olympique Leontien van Moorsel.
En 2018, il rejoint la formation américaine Hagens Berman-Axeon, dirigée par Axel Merckx.
En avril 2024, il remporte le prologue du Tour de Romandie.

## Palmarès sur route

### Par année
- 2016
  - 1re étape du Sint-Martinusprijs Kontich (contre-la-montre)
  - 3e de l'Omloop der Vlaamse Gewesten
- 2017
  - Tour des Flandres juniors
  - 2e (contre-la-montre) et 4e étapes des Trois Jours d'Axel
  - Gand-Menin
  - 2e de l'Acht van Bladel
- 2022
  - Dorpenomloop Rucphen
  - Olympia's Tour
  - 2e et 3e étapes de l'Okolo Jižních Čech
  - 2e de l'Arno Wallaard Memorial
- 2023
  - 3e de la Classic Loire-Atlantique
- 2024
  - Prologue du Tour de Romandie

### Résultats sur les grands tours

#### Tour d'Italie
1 participation
- 2025 : 154e

### Classements mondiaux
| Année                                 | 2019  | 2020  | 2021  | 2022 | 2023 | 2024 |
| ------------------------------------- | ----- | ----- | ----- | ---- | ---- | ---- |
| Classement mondial                    | 3284e | 1645e | 2040e | 462e | 541e | 435e |
| UCI Europe Tour                       | 1995e | 1220e | 1386e | 368e | nc   | nc   |
|                                       |       |       |       |      |      |      |
| Légende : nc = non classéSource : UCI |       |       |       |      |      |      |

## Palmarès sur piste

### Championnats d'Europe
- 2018
  -  Médaillé d'argent de la course derrière derny
- Apeldoorn 2021
  -  Champion d'Europe de course à l'élimination espoirs

### Championnats nationaux
- 2016
  - 2e de la poursuite juniors
  - 3e de la course aux points juniors
- 2017
  - 3e de la course derrière derny
- 2018
  - 2e de la course derrière derny
- 2019
  -  Champion des Pays-Bas de poursuite individuelle
  -  Champion des Pays-Bas de poursuite par équipes (avec Casper van Uden, Philip Heijnen, Enzo Leijnse et Vincent Hoppezak)
  - 3e de la course derrière derny
- 2021
  - 2e de la poursuite individuelle
- 2023
  - 2e du scratch
- 2024
  -  Champion des Pays-Bas de l'américaine (avec Vincent Hoppezak)
  -  Champion des Pays-Bas de l'élimination